# Brazo 3 kpc lejano

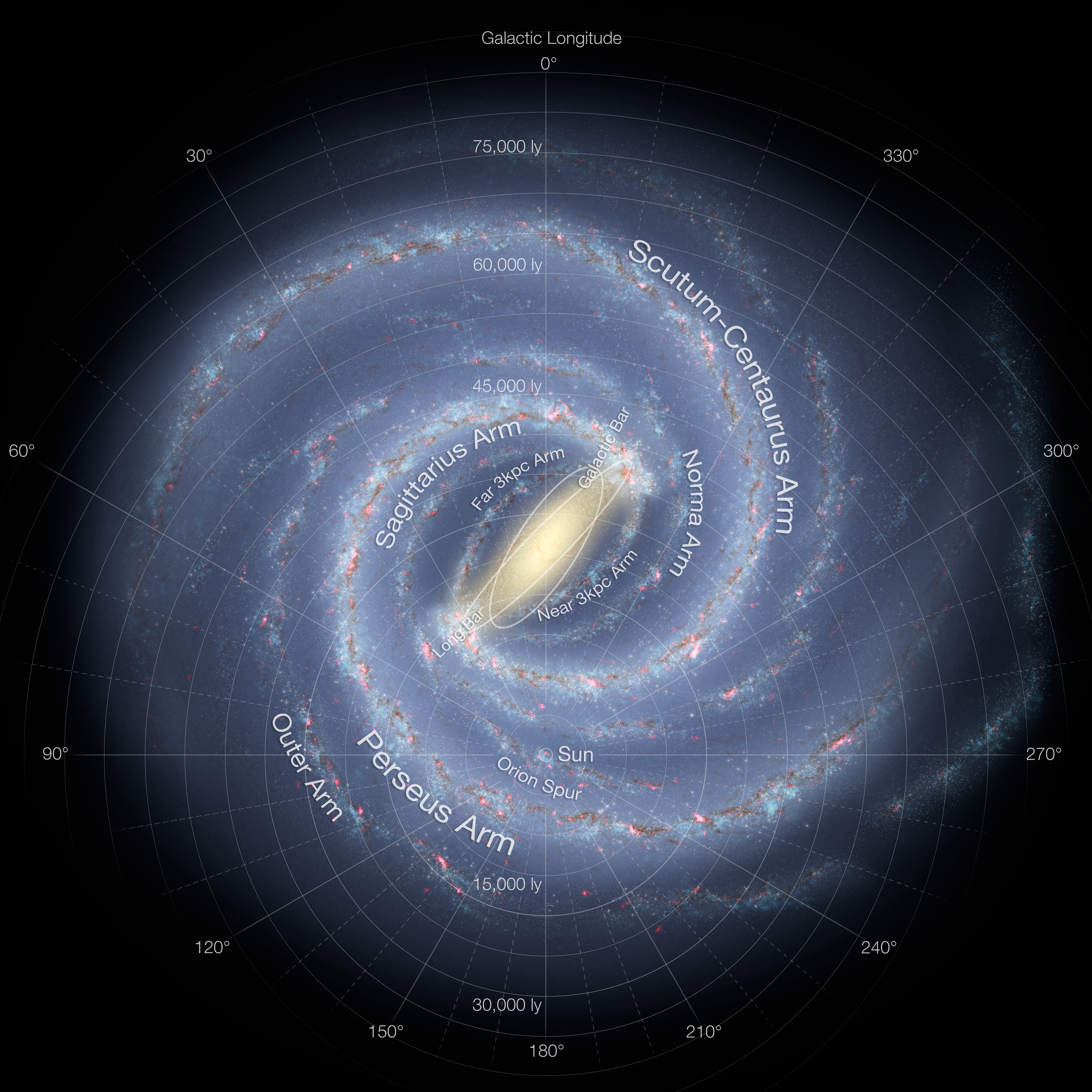
Concepción artística de la estructura en espiral de la Vía Láctea con dos brazos estelares principales y una barra central. En esta imagen, el brazo 3 kpc lejano se encuentra cerca del centro, arriba ya la izquierda del bulbo galáctico.

El brazo 3 kpc lejano fue descubierto en 2008 por el astrónomo Tom Dame (Harvard-Smithsonian CfA), mientras preparaba una charla sobre los brazos espirales galácticos para una reunión del 212 Sociedad Astronómica Americana. Es uno de los brazos espirales de Vía Láctea y está ubicado en el primer cuadrante galáctico a una distancia de 3 kpc (aproximadamente 10.000 al) del centro galáctico. Junto con el brazo 3 kpc cercano cuya existencia se conoce desde mediados de la década de 1950, los brazos internos equivalentes establecen la simetría simple de nuestra galaxia.
Tom Dame y su colaborador Patrick Thaddeus analizaron los datos obtenidos utilizando una onda milimétrica telescopio de 1,2 metros de diámetro ubicada en Observatorio Interamericano del Cerro Tololo (CTIO) en Chile. Detectaron la presencia del brazo espiral en un test de monóxido de carbono y luego confirmaron su descubrimiento utilizando mediciones de radio de hidrógeno atómico recolectadas por colegas en Australia.